# Éric Taladoire

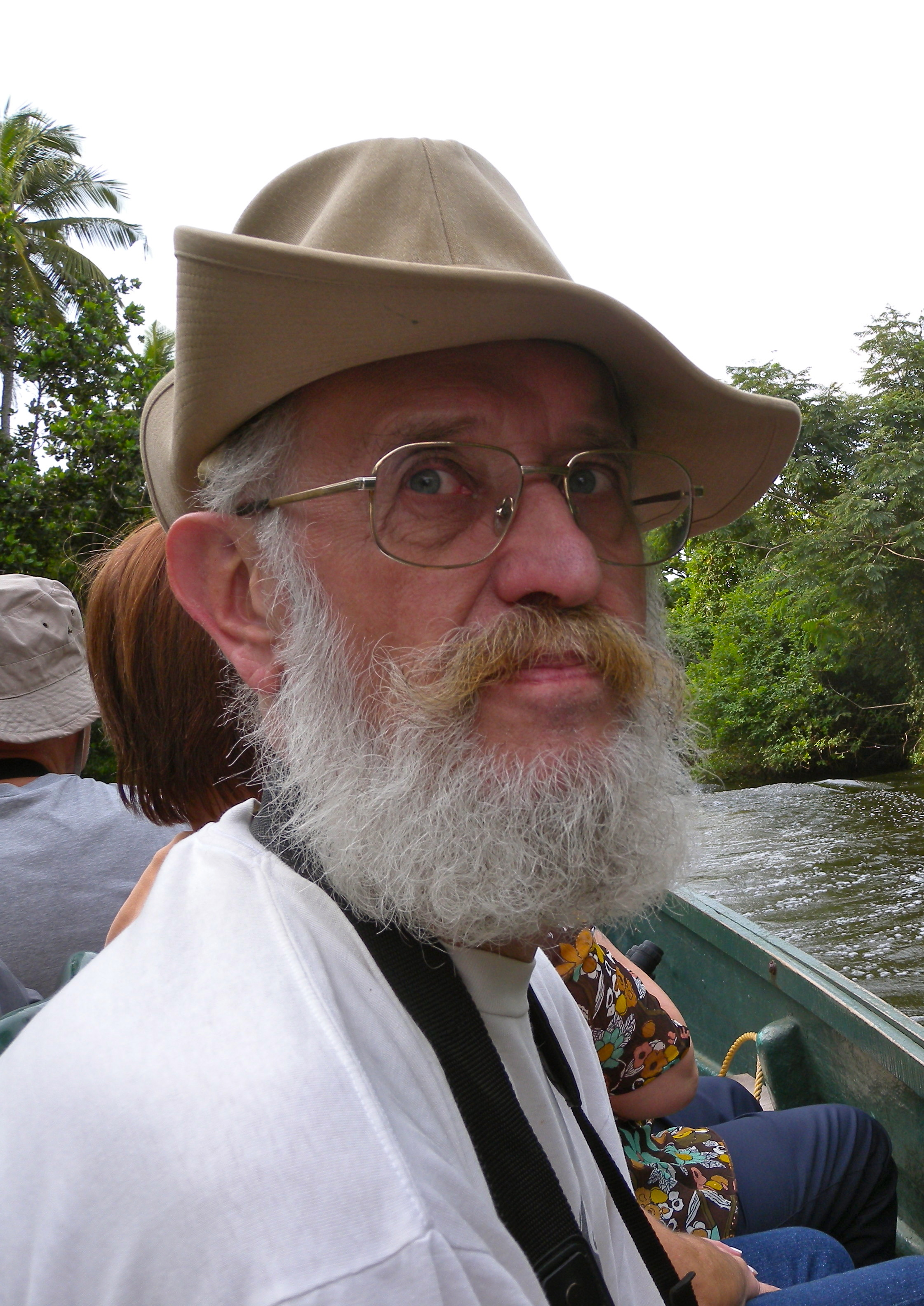
Eric Taladoire au Sri-Lanka en 2011

Éric Taladoire, né en 1946, est un historien et archéologue mésoaméricaniste français.

## Biographie
Normalien en 1967, Éric Taladoire est agrégé d’histoire (1972) et docteur d’État. Professeur émérite d'archéologie précolombienne à l'Université Paris 1 Panthéon-Sorbonne, spécialiste des terrains de jeu de balle en Mésoamérique et de l’histoire de la recherche archéologique. Il a participé aux fouilles des sites mayas de Toniná, Xculoc (en), Xcalumkin, Balamku et Rio Bec.
Il a été membre du comité de rédaction du Journal de la Société des américanistes. Il est directeur de collection des British Archaeological Reports (en) et fait actuellement partie du comité de rédaction des Anales de Antropología (es) de l’Université nationale autonome du Mexique.

## Publications
- 1981 : Les terrains de jeu de balle en Mésoamérique et dans le sud-ouest des Etats-Unis. Coll. Etudes Mésoaméricaines II:4; MAEFM, México.
- 1983 : La Vie quotidienne des Mayas et des Aztèques, Hachette.
- 1990 avec P. Becquelin: Tonina, une cité maya du Chiapas. Coll. Etudes Mésoaméricaines I, vol. 6:4. CEMCA, México
- 2001 : Note sur quelques collections amérindiennes de Guyane dans les musées français
- 2002 : La Mésoamérique : Archéologie et art Précolombien
- 2003 : Les Mayas
- 2012 : Ballgames and Ballcourts in Prehispanic Mesoamerica : A Bibliography, Paris Monographs in American Archaeology, n°29, BAR International Series 2338, Oxford.
- 2012 : Les trois codex mayas, Balland, Paris.
- 2014 : D'Amérique en Europe. Quand les Indiens découvraient l'Ancien Monde ( 1493-1892), CNRS Éditions  (ISBN 978-2271081148).
- 2016 : Les Contre Guérillas françaises dans les Terres Chaudes du Mexique (1862-67). Des forces spéciales au XIXe siècle, L’Harmattan, Paris.
- 2016 : avec Patrice Lecoq, Les civilisations précolombiennes, Presses universitaires de France, coll. « Que sais-je ? », Paris.
- 2019 : avec Rosario Acosta Nieva, Pepita, la femme du traître, Ginkgo éditeur [4]  (ISBN 9782846794084)
- 2019 : Essai bibliographique sur l’archéologie francophone de la Mésoamérique. Bibliographical essay upon the French-speaking contributions to Mesoamerican archaeology. Ensayo bibliográfico sobre la arqueología francófona de Mesoamérica. Archaeopress. Open Access, Oxford.
- 2020:  L’aventure maya. Découvertes du XVIe au XXIe siècle. Editions du Cerf, Paris. Prix Lantier de l'Académie des Inscriptions et Belles Lettres, 2021.
- 2020: Mercenaires, anarchistes et bandits en révolution. Des étrangers sur la terre du Mexique. 1910-1917. CNRS Editions, Paris.
- 2021 : Sale guerre. L'invasion du Mexique par les États-Unis (1846-1848). Éditions du Cerf, Paris.
- 2022 : avec Rosario Acosta Nieva, Adelitas : les combattantes dans la Révolution mexicaine. Éditions du Cerf[5].  (ISBN 9782204135191)
- 2023 : avec Patrice Lecoq Les civilisations précolombiennes, Presses Universitaires de France, coll. « Que sais-je ? ».